# Esodo (film 2005)
Esodo  è un documentario storiografico del 2005 scritto da Alessandro Luria e diretto da Nicolò Bongiorno.

## Trama
Il documentario si suddivide in due episodi: La memoria tradita e L'Italia dimenticata e racconta la tragedia delle foibe e il dramma dei 350.000 istriani, fiumani e dalmati che dal 1943 fino alla fine del 1950 furono costretti a lasciare le proprie terre d'origine a seguito della loro cessione alla Jugoslavia di Tito. Scritta da Alessandro Luria e realizzata in collaborazione con la produzione della VeniceFilm e con l'Associazione Nazionale Venezia Giulia e Dalmazia, l’opera viene acclamata come prima narrazione documentaristica e visiva di una controversa pagina della storia italiana e nel 2012 ottiene riconoscimenti anche da parte dell’allora Presidente della Repubblica Giorgio Napolitano.
Il film venne trasmesso su History Channel e alla Camera dei Deputati in occasione della prima giornata della Memoria Nazionale in ricordo degli esuli giuliano dalmati e in un articolo del Corriere della Sera il giornalista Aldo Grasso recitò come esso fosse riuscito «a restituire la dimensione del tragico, a rompere il silenzio che per anni ha coperto una vergogna, a interrogarsi sulle responsabilità politiche di un sacrificio di massa».